# Namenkunde

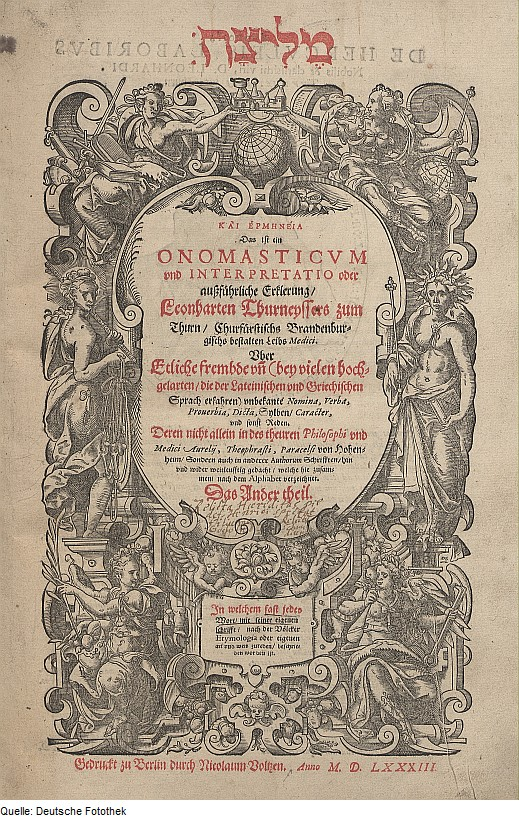
Holzschnitt von Leonhardt Thurneysser aus dem Jahre 1583 zum Thema Onomastik

Die Namenkunde, auch Onomastik, Namenforschung oder Onomatologie, beschäftigt sich mit der Bedeutung, Herkunft und Verbreitung von Eigennamen, unter anderem von Personennamen (Anthroponomastik) und Ortsnamen (Toponomastik).

## Terminologie
Die wissenschaftliche Beschäftigung mit Eigennamen wird unter verschiedenen Bezeichnungen geführt. Der gebräuchlichste Fachbegriff ist Onomastik, abgeleitet von altgriechisch ὄνομα ónoma, deutsch ‚Name‘ bzw. von ὀνομαστικός onomastikós, deutsch ‚benennend‘, ‚den Namen betreffend‘.
Synonym dazu werden die Begriffe Namenkunde und Namenforschung verwendet, insbesondere in populärwissenschaftlichen oder deutschsprachigen Kontexten. Namenkunde und Namenforschung werden oft synonym, manchmal auch unterschiedlich verwendet. Namenkunde ist der allgemeine Begriff für die Wissenschaft von Eigennamen, einschließlich Forschung, Wissen und Lehre, während Namenforschung speziell den Prozess der wissenschaftlichen Erforschung von Namen darstellt.
Der Begriff Onomatologie (von griechisch onomatología, „Namenlehre“) war früher gebräuchlich, ist jedoch im heutigen Sprachgebrauch weitgehend durch Onomastik ersetzt worden.

## Geschichte
Frühe Formen der Onomastik lassen sich in der Antike nachweisen. Bereits in der griechischen und römischen Gelehrsamkeit existierten sogenannte Onomastika – thematisch geordnete Wörter- und Begriffssammlungen, die sich mit Fachbegriffen und Namen aus verschiedenen Bereichen wie Seefahrt, Botanik oder Alltagsleben beschäftigten. Diese frühen Sammlungen gelten als wichtige Vorläufer der systematischen wissenschaftlichen Beschäftigung mit Eigennamen, wie sie in der modernen Onomastik erfolgt. Ein bedeutendes Beispiel ist das Onomastikon der biblischen Ortsnamen des Kirchenvaters Eusebius von Caesarea aus dem 4. Jahrhundert. Es enthält rund 1000 biblische Ortsnamen, die mit geografischen und etymologischen Kommentaren versehen wurden. Dabei griff Eusebius auf antike Quellen zurück und lokalisierte viele Orte mithilfe von Entfernungsangaben in römischen Meilen. Das Werk wurde später von Hieronymus ins Lateinische übersetzt und weiterverarbeitet.

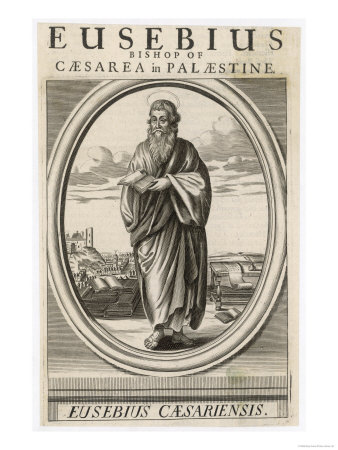
Eusebius von Caesarea – Verfasser des Onomastikon der biblischen Ortsnamen

Die systematische Erforschung der Namen entwickelte sich über die Jahrhunderte hinweg insbesondere in der mittelalterlichen und frühneuzeitlichen Literatur, oft im Rahmen genealogischer und historischer Studien.
Mit der Herausbildung der modernen Philologie und Sprachwissenschaft im 18. und 19. Jahrhundert wurde die Namenkunde eine eigenständige Disziplin, die sich methodisch zunehmend auf historische Quellen stützte. Insbesondere im deutschsprachigen Raum wurden in dieser Zeit grundlegende Sammlungen und etymologische Untersuchungen angelegt, die den Grundstock für die heutige Onomastik bilden. Ein Beispiel ist Ernst Förstemann, der mit seinem Altdeutschen Namenbuch als Pionier der deutschen Onomastik gilt.
Im 20. Jahrhundert wurde die Namenkunde durch interdisziplinäre Zugänge erweitert: Neben sprachwissenschaftlichen Methoden flossen auch kulturhistorische, soziologische und geographische Perspektiven ein. Dies führte zu einer breiteren Betrachtung der Funktion von Namen als kulturelle und gesellschaftliche Phänomene. Die aktuelle Forschung zeichnet sich durch den Einsatz moderner Methoden wie Datenbanken, computergestützter Analyse und systematischer Archivarbeit aus. Namen werden heute nicht nur als linguistische Einheiten, sondern auch als Spiegel historischer Prozesse und sozialer Strukturen verstanden.

## Eigennamen

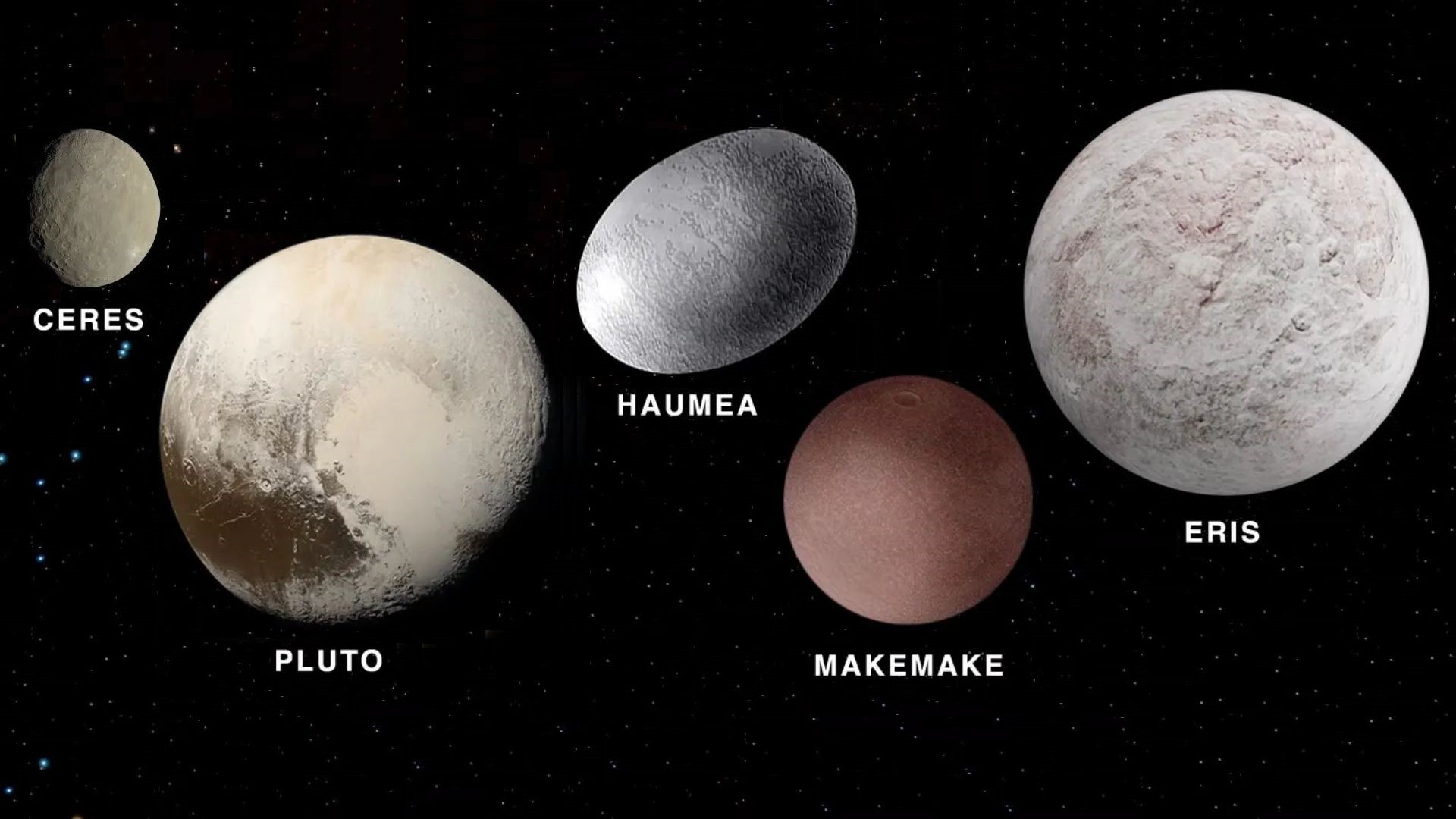
Namen der Zwergplaneten des Sonnensystems

Eigennamen sind von Gattungsnamen zu unterscheiden: Eigennamen bezeichnen einzelne Personen (z. B. Angela Merkel) oder einzelne Gegenstände (z. B. der Planet Jupiter); Gattungsnamen hingegen bezeichnen ganze Klassen von Personen (z. B. Politiker) oder Gegenständen (z. B. Planet). Der Eigenname hat also keine lexikalische Bedeutung und steht daher in der Regel nicht im Wörterbuch, sondern dient als individuelles Etikett und zur Identifizierung. Mit Rotes Meer ist also nicht eines von mehreren roten Meeren gemeint, und es muss auch nicht wirklich rot sein. Der Unterschied zu einem gewöhnlichen Adjektiv wird durch die Großschreibung von Rotes ausgedrückt.
Auch sprachlich weisen Eigennamen gegenüber Gattungsnamen Besonderheiten auf. Sie unterliegen keinen orthografischen oder grammatikalischen Regeln. Beispielsweise wird einem Personennamen in der Standardsprache kein Artikel vorangestellt („Angela Merkel“), wohl aber in der Umgangssprache („die Angela Merkel“) oder unter besonderen Bedingungen („eine ganz neue Angela Merkel“). Die sprachlichen Eigenheiten von Eigennamen (z. B. Morphologie und besondere Schreibweisen) gehören ebenso zum Forschungsgebiet der Onomastik wie die Rekonstruktion ihrer Herkunft (Etymologie).

## Disziplin und Methodik
Die Onomastik ist eine Teildisziplin der Sprachwissenschaft und beschreibt die Bedeutung, Herkunft, Struktur, Entwicklung, Verwendung und Verbreitung von Eigennamen.
Zu den Methoden der Namenforschung gehören das Sammeln, Deuten und Auswerten von Namen.
Die Onomastik umfasst verschiedene Forschungsgegenstände und Fragestellungen. Diese überschneiden sich thematisch untereinander und verdeutlichen die interdisziplinäre Ausrichtung der Namenkunde, die neben den Sprachwissenschaften auch andere Wissenschaften einbezieht.

## Gegenstand
Untersucht werden

Historische Rangfolge der beliebtesten Babynamen in den USA

- Anthroponyme (Personen- und Gruppennamen)
  - Vornamen
  - Familiennamen
  - Ethnonyme (Namen von Stämmen, Völkern, Ethnien)
- Toponyme (Ortsnamen)
  - Oikonyme (Namen von Städten und Siedlungen)
  - Oikodonyme (Namen von Bauwerken)
  - Flurnamen (Agronyme)
  - Hydronyme (Namen von Gewässern)
  - Oronyme (Namen von Bergen und Gebirgen)
  - Astronyme (Namen von Himmelskörpern)
  - Hodonyme (Namen von Wegen und Plätzen)
- Sonstige Namen
  - Theonyme (Namen von übernatürlichen Wesen)
  - Zoonyme (individuelle Tier- und Pflanzennamen)
  - Ergonyme (Namen von menschgemachten, materiellen oder geistigen Dingen wie Institutionen und Gütern)[10]
  - Eventonyme (Ereignisnamen wie Naturphänomene, menschgemachte Handlungen, Zeitabschnitte)[11]
- Deonyme (Wörter, die von Eigennamen abgeleitet sind, ohne selbst Eigennamen sein zu müssen)

Diese Bezeichnungen sind hilfreich, aber keine starren Regeln. In der Praxis entscheidet oft der Kontext, wie ein Name eingeordnet wird.

## Fragestellungen
- Namenstruktur: Form und Aufbau von Namen (Morphologie, Phonologie)
- Pragmatik: Motivationen bei der Namensgebung, Verwendung von Namen (z. B. Frau Dr. Merkel – Angela – die Bundeskanzlerin)
- Namensoziologie: Einfluss sozialer Faktoren wie Schicht, Ethnizität, Religion auf die Namensgebung
- Namenpsychologie: Wahrnehmung und Assoziationen von einzelnen Namen („Sage mir deinen Namen und ich sage dir, wer du bist“, Hiroshima) (→ siehe auch: Kevinismus)
- Namengeografie: regionale Verteilung und Variationen von Namen
- Namentextologie: Verwendung von Namen in bestimmten Textsorten und Kontexten
- Namenhistorie: Herkunft und Wandel von Namen[12]

## Interdisziplinarität
Die Onomastik ist ein hochgradig interdisziplinäres Forschungsgebiet. Zu den Disziplinen, die sich mit Eigennamen befassen, zählen Soziologie, Psychologie, Pädagogik, Philosophie, Kulturanthropologie, Ethnologie, Geografie, Geschichts-, Rechts- und Religionswissenschaften, sowie Biologie und Genetik.

Beispiel für Namensgebung nach patronymischem Namensrecht

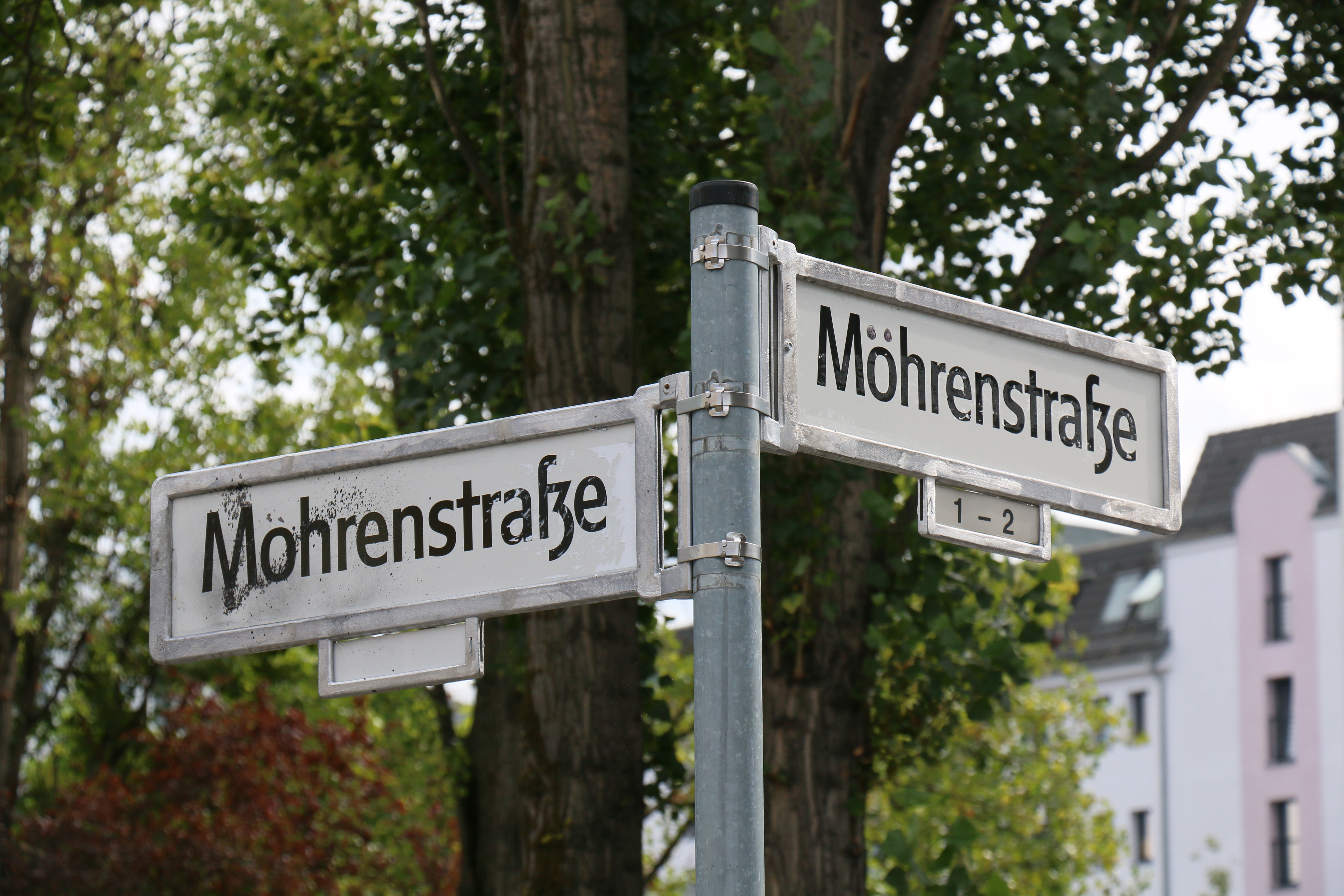
Übermaltes Straßenschild der Mohrenstraße, benannt nach mittelalterlichen Mauren / Mauretaniern / Nordafrikanern

- Im philosophischen Diskurs wird bereits seit der Antike das Verhältnis von Name (griech. ónoma) und Sache (griech. pragma) diskutiert, wobei der Namenbegriff hier zumeist weit gefasst wird und auch Gattungsnamen einschließt (siehe auch Theoretische Namenforschung).[14]
- Aus soziologischer und soziolinguistischer Perspektive werden z. B. das Prestige einzelner Vornamen sowie soziokulturelle Motivationen bei der Namenvergabe untersucht.[15]
- In der Geschichtswissenschaft können unter anderem Ortsnamen (Toponyme) für die Rekonstruktion der Besiedlungsgeschichte eines Ortes fruchtbar gemacht werden.[16]
- In der Religionswissenschaft vermag die etymologische Deutung von Gottesnamen (Theonymen) „Beziehungen zwischen den religiösen Vorstellungen weit voneinander entfernt lebender Völker aufzudecken“.[17]
- Da die Vergabe von Ruf- und Familiennamen in allen Staaten gesetzlichen Beschränkungen und Vorschriften unterliegt, sind diese Namenarten auch aus juristischer Sicht relevant.[18]
- Für die Humangenetik sind Familiennamen von Interesse, da sie sich wie das Y-Chromosom über die männliche Linie weitervererben, in ihrer Entstehung bis ins Mittelalter zurückreichen und so Rückschlüsse auf die Vererbung z. B. bestimmter körperlicher Merkmale erlauben. Bei männlichen Trägern der Berufsnamen Schmidt vs. Schneider wurden signifikante Unterschiede im Körperbau nachgewiesen und Ersteren auch heute noch ein dem Schmiedeberuf entsprechender kräftigerer Körperbau attestiert.[19]

## Abgrenzung
Onomastik als wissenschaftliche Disziplin ist deutlich abzugrenzen von pseudowissenschaftlicher, stellenweise bizarrer Populärliteratur, naiven Zugängen zur Namenkunde (z. B. Nomen est omen) oder Volksetymologien (z. B. Fehldeutung von Isenbert als Eisenbart). Derlei Methoden deuten Namen oft aufgrund formaler Ähnlichkeiten mit Appellativen und verkennen, dass der Eigenname keine lexikalische Bedeutung trägt.
Weiterhin ist die Namenkunde abzugrenzen von der Genealogie (Ahnenforschung), mit der sie gleichwohl verwandt ist.

## Bildung und Beratung
Obwohl es in Deutschland keinen eigenständigen Studiengang für Namenkunde gibt, sind Elemente davon in anderen Studiengängen wie Sprachwissenschaften, Geschichte, Religion oder Volkskunde enthalten. An mehreren deutschen Universitäten, z. B. in Leipzig, Regensburg, Mainz, Jena, München, Berlin, werden Lehrveranstaltungen zur Onomastik angeboten.

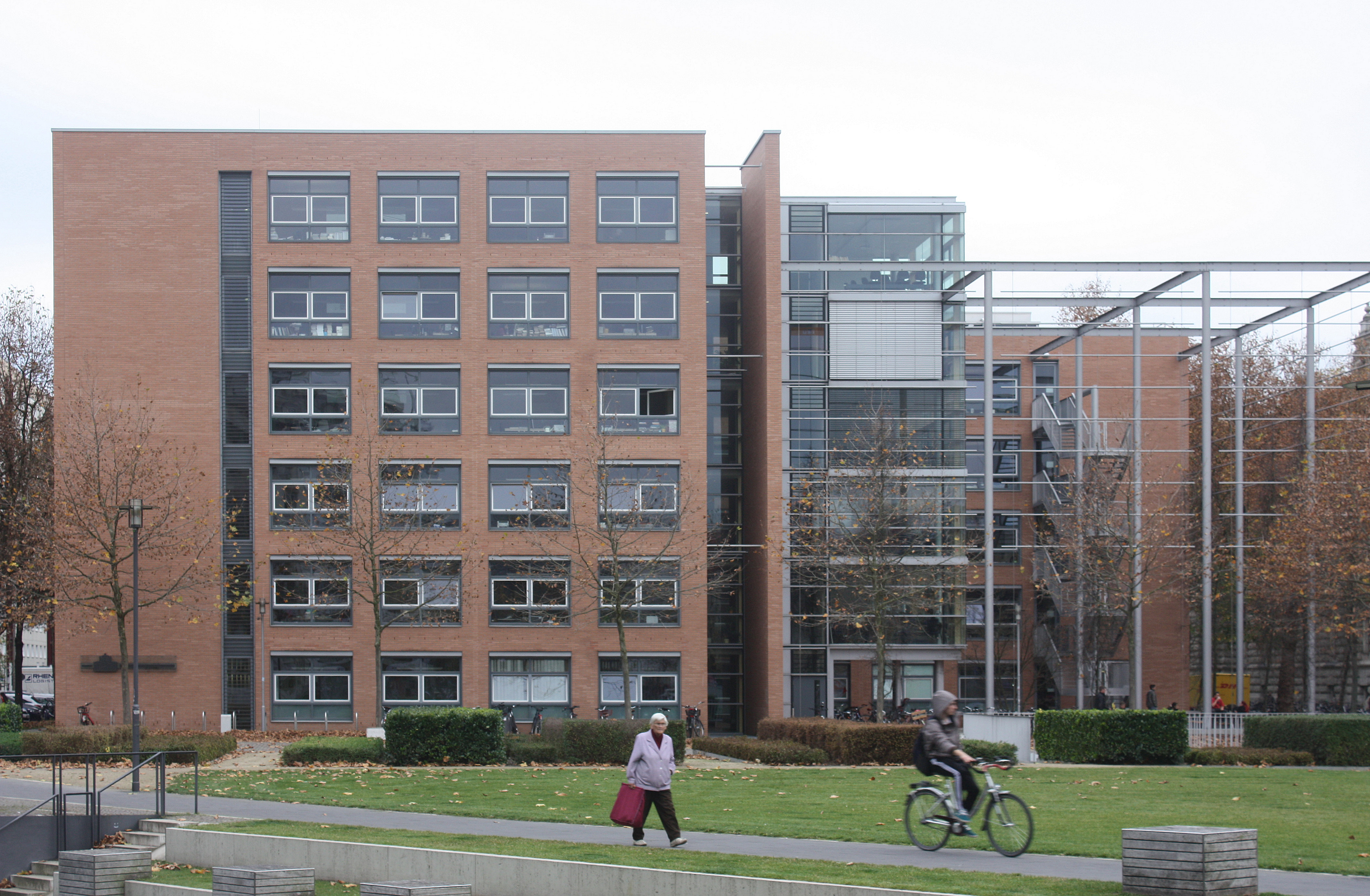
Philologische Fakultät der Universität Leipzig mit Namenberatungsstelle

An der Universität Leipzig kann Namenforschung als Wahlpflichtfach studiert werden. Sie ist ein bedeutender Standort für die Onomastik, mit einer langjährigen Tradition und dem einzigen Lehrstuhl für Onomastik in Deutschland. Hier finden wissenschaftliche Tagungen statt. Außerdem befindet sich an der Universität Leipzig eine Namenberatungsstelle, die Unterstützung für Interessenten, Studierende und Forscher anbietet.
Auch die Forschergruppe NAMEN der Universität Regensburg widmet sich der Onomastik. Sie wurde 1998 gegründet und vereint Wissenschaftler verschiedener Fakultäten, um gemeinsame Onomastik-Projekte zu initiieren. Des Weiteren steht sie beratend zur Seite, z. B. bei der Erstellung von Gutachten und generell als Ansprechpartner für die Öffentlichkeit. Die Gruppe ist national und international vernetzt und beteiligt sich an der wissenschaftlichen Diskussion.

## Persönlichkeiten
→ siehe Liste von Onomastikern
Außerdem
- Hermann Althof (1854–1906)
- Olof von Feilitzen (1908–1976)
- Rudolf Fischer (1910–1971)
- Lajos Lőrincze (1915–1993)
- Vincent Blanár (1920–2012)
- Iiro Kajanto (1925–1997)
- Aleksandr Matveyev (1926–2010)
- Vasily Bondaletov (1928–2018)
- Wolfgang P. Schmid (1929–2010)
- Teodolius Witkowski (1930–2018)
- Adrian Room (1933–2010)
- Gerhard Koß (1933–2018)
- Rudolf Šrámek (* 1934)
- Milan Majtán (1934–2018)
- Aleksandra Cieślikowa (1936–2018)
- George Redmonds (1936–2018)
- Ricaro Cierbide (1936–2018)
- Miloslava Knappová (* 1936)
- Willy Van Langendonck (* 1938)
- Jordi J. Costa (1939–2018)

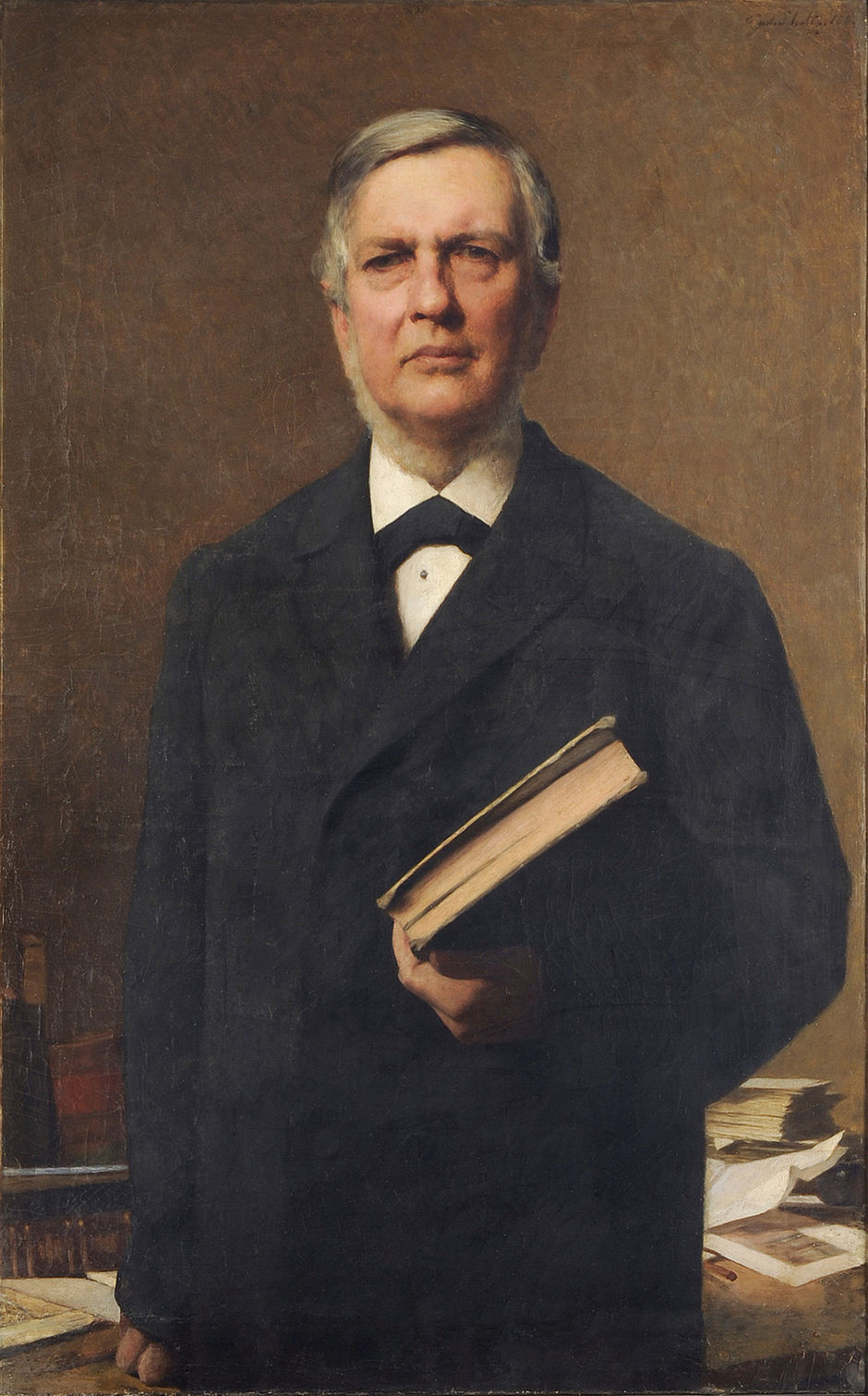
Ernst Förstemann, Begründer der modernen deutschen Orts- und Familiennamenforschung

- Rosa und Volker Kohlheim (beide * 1941)
- Angel Iglesias Ovejero (* 1943)
- Pavel Donec (* 1958)
- Pavol Odaloš (* 1960)
- Dietlind Kremer (* 1961)
- Lyubomir Beley (1962–2018)[26]
- Johannes Helmbrecht (1963–2024)
- Wolfgang Janka (* 1965)
- Wolodymyr Kamianets (* 1966)
- Harald Bichlmeier (* 1969)
- Barbara Aehnlich (* 1975)